# Pseudanisentomon sheshanense
Pseudanisentomon sheshanense är en urinsektsart som först beskrevs av Yin 1965.  Pseudanisentomon sheshanense ingår i släktet Pseudanisentomon och familjen trakétrevfotingar. Inga underarter finns listade i Catalogue of Life.